# C17H26ClNO2
化学式C17H26ClNO2（摩尔质量：311.85 g/mol）可能指：
- 丙草胺，CAS号：51218-49-6
- 丁草胺，CAS号：23184-66-9

|  | 这个同类索引页列出了具有相同分子式的化学物（即同分異構體）条目。 除非您是有意链接至本页，否则应将相应条目的内部链接指向正确的条目。 |